# Love Is Colder Than Death

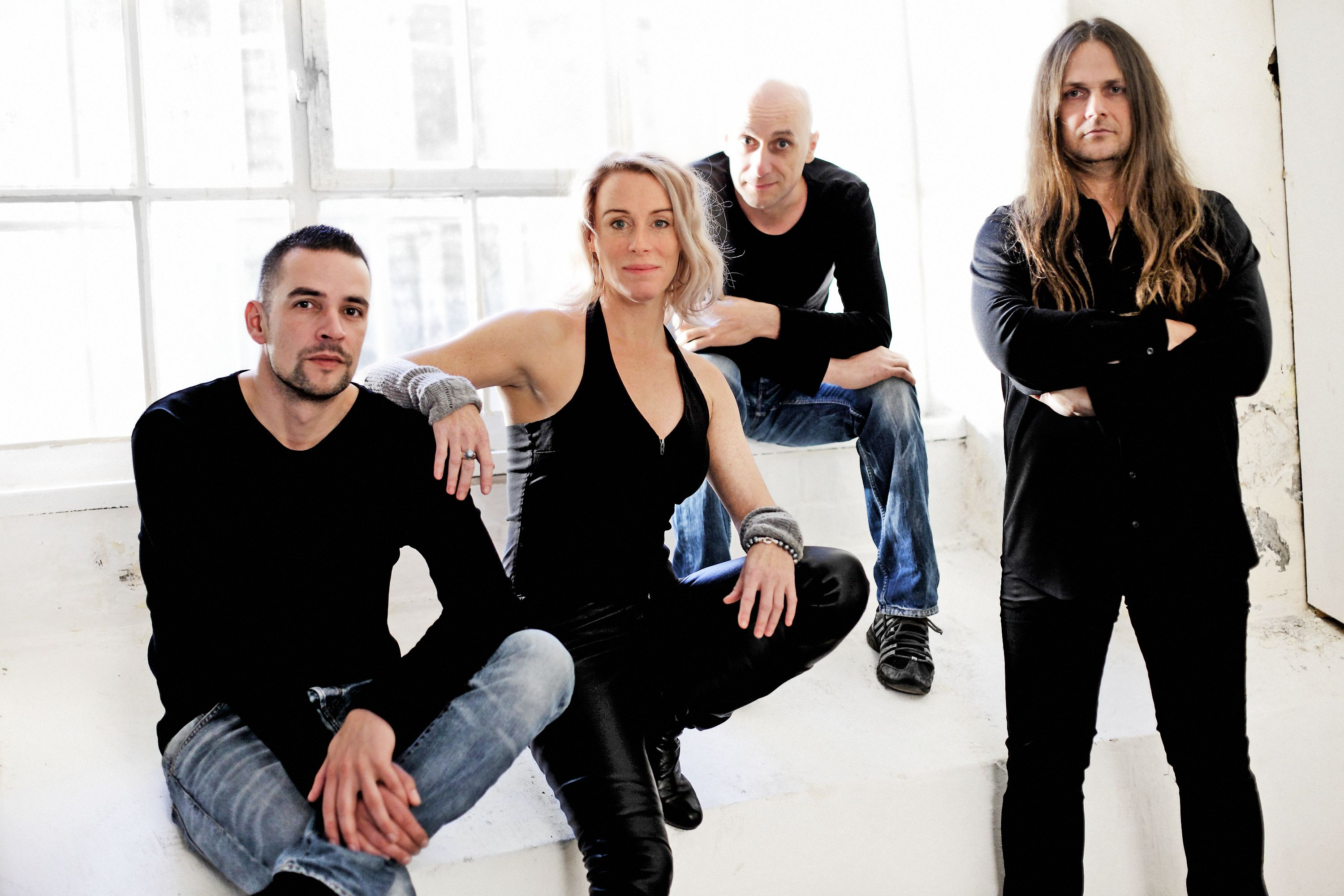
R. Jehnert, A. Herrmann, M. Hartung, U. Stornowski

Love Is Colder Than Death (vaak afgekort tot LiCTD of LICTD) is een Duitse muziekgroep die ethereal wave (een darkwavestroming) en met name neoklassieke muziek uitbrengt. De groep vormde een van de hoekstenen van de Heavenly Voices-serie van Hyperium Records in het midden van de jaren 90 van de 20e eeuw. De muziek van de groep wordt gekarakteriseerd door veelvuldige gebruik van romantische en klassieke mannen- en vrouwenvocalen.

## Beschrijving
Love Is Colder Than Death werd opgericht in de zomer van 1989 door Maik Hartung, Sven Mertens en Susann Heinrich met de naam Six Bones in de toenmalige DDR-stad Leipzig. In 1990 trad Ralf Donis toe als vierde lid en werd de naam gewijzigd naar Love Is Colder Than Death, een verwijzing naar de gelijknamige West-Duitse film Liebe ist kälter als der Tod uit 1969. Sindsdien is de groep qua samenstelling en muziek ietwat veranderd en vormt nu een groep met semi-akoestische optredens, die bestanddelen van de wereldmuziek  en medieval vermengd met eigen invloeden.
De eerste LICTD-albums werden uitgebracht door het platenlabel Hyperium Records in Europa en op het nieuwe Metropolis Records-label in de Verenigde Staten.  

## Discografie
- 1990: Two Faces But No Guitars – (cassette - twintig stuks)
- 1991: Wild World – (EP, Hyperium Records)
- 1991: Teignmouth – (LP/cd, Hyperium Records; in 1995 op Metropolis Records)
- 1992: Mental Traveller – (cd, Hyperium Records; in 1992 op Semantic en in 1995 op Metropolis Records)
- 1993: Cenobites (Exclusive Remix) – (exclusieve versie van het verzamelalbum "Art & Dance Volume 4", cd, Gothic Arts Records)
- 1994: Oxeia – (cd/cassette, Hyperium Records en Semantic; in 1995 op Metropolis Records)
- 1995: Spellbound – (EP, Hyperium Records)
- 1995: Auter (A Collection) – (cd, Opción Sónica)
- 1999: Atopos – (cd, Chrom Records/Samadhi Musik)
- 2003: Eclipse – (cd, In Deyagora Music/Samadhi Musik)
- 2004: Inside The Bell – (cd, In Deyagora Music, gelimiteerd livealbum)
- 2006: Time – (2cd-verzamelalbum, In Deyagora Music, gelimiteerd op 1000 stuks)